# Samariscus longimanus
Samariscus longimanus — вид лучепёрых рыб из семейства самаровые (Samaridae) отряда камбалообразных.
Максимальная длина тела 12 см. В спинном плавнике 66—71 мягких лучей, в анальном плавнике 50—54 мягких лучей. Позвонков 38—39. Обитают в Индо-западной части Тихого океана: Индия, Шри-Ланка, Тайвань и Филиппины. Донные субтропические рыбы, встречаются на глубине 185—333 м. Для оценки охранного статуса вида недостаточно данных, он безвреден для человека, объектом промысла не является.